# Кода, Ая
Ая Кода (яп. 幸田文 Ко:да Ая, 1 сентября 1904 года, Токио — 31 октября 1990 года) — японская писательница.

## Биография
Ая Кода родилась в семье писателя Коды Рохана и его жены Кими. В возрасте пяти лет она потеряла мать, ещё через два года — старшую сестру. В том же году Рохан женился во второй раз на христианке Яё Кодаме, с которой его дочь, судя по её произведениям, находилась в сложных отношениях.
В 1917 году Ая Кода заканчивает младшую школу Тэрадзима, затем по протекции мачехи поступает в женскую школу Дзёси гакуин. С первых же летних каникул дочери в новой школе Рохан начинает активное обучение её домашнему хозяйству. В 1926 году от болезни умирает её младший брат Сигэтоё.
В 1928 году в возрасте 24 лет Кода выходит замуж за одного из сыновей владельца оптовой алкогольной базы, на следующий год у них рождается дочь Тама. Через 8 лет после их брака база разоряется. В 1936 году Кода разводится с мужем и вместе с дочерью возвращается в дом отца. Во время войны она много работает, чтобы обеспечить существование постаревшему отцу, применяя на практике полученные от него в детстве знания и умения в области домашнего хозяйства.
В 1947 году после смерти Рохана его дочь пишет и публикует эссе «Разные записки» (яп. 雑記 дзакки) и «Кончина» (яп. 終焉 сюэн), посвящённые воспоминаниям об отце и уходе за ним в последние годы. Впоследствии она пишет эссе «Отец» (яп. 父 тити), «Такое дело» (яп. こんなこと конна кото), а в 1949 году привлекает внимание издательств сборником эссе о своём детстве. Однако в 1950 году Кода внезапно объявляет о прекращении писательской деятельности и в следующем году поступает служанкой в окия (дом, где живут гейши) в Янагибаси. Прожив и проработав там всего два месяца, она возвращается домой из-за болезни. Основываясь на своем опыте работы в окия, в 1956 году Кода публикует повесть «Утекать» (яп. 流れる), за которую получает 3-ю премию Синтёся, а затем и премию Художественной академии Японии 1957 года. За рассказ «Черный подол»  (яп. 黒い裾 курой сусо) в 1956 году Кода удостаивается 7-й премии Ёмиури, и за «Борьбу» (яп. 闘 то:) — 12-й Женской литературной премии. В 1976 году Ая Кода становится членом Японской академии искусств.
Летом 1965 года, узнав о планах восстановления пагоды храма Хорин-дзи в районе Икаруга (г. Нара), Кода начинает активную деятельность по сбору средств и организации работ. Позже она переезжает в Нару и принимает непосредственное участие в строительных работах, которые благополучно оканчиваются в 1975 году.
Скончалась 31 октября 1990 года от остановки сердца в возрасте 86 лет.